# Walerian Łukasiński

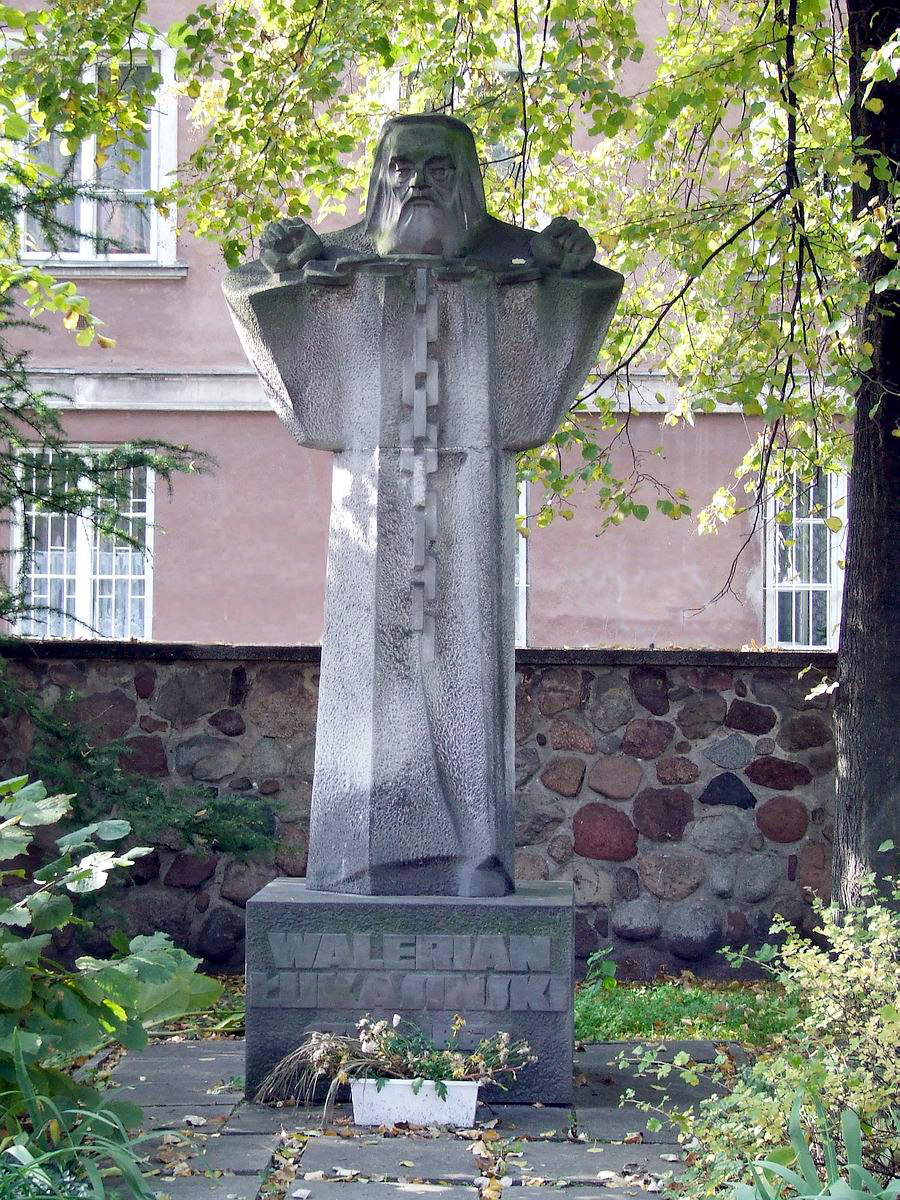
Pomnik W. Łukasińskiego na warszawskim Nowym Mieście

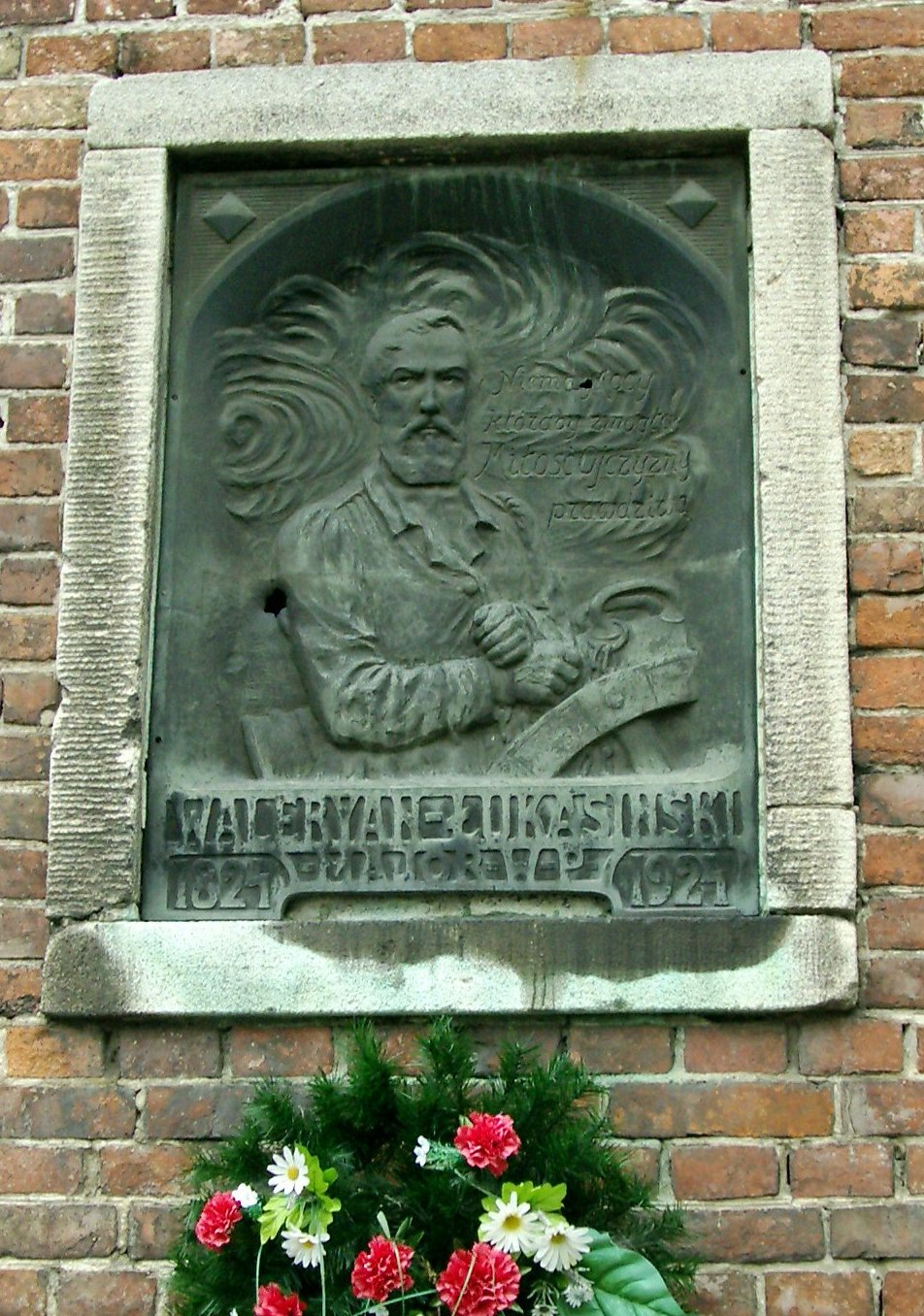
Tablica pamiątkowa z brązu obok Bramy Lwowskiej w Zamościu, gdzie był więziony, ufundowana w 1924

Walerian Łukasiński (ur. 15 kwietnia 1786 w Warszawie, zm. 27 lutego 1868 w Szlisselburgu) – polski działacz niepodległościowy, major 4 pułku piechoty liniowej (czwartaków), twórca Wolnomularstwa Narodowego i Towarzystwa Patriotycznego.

## Życiorys
W latach 1807–1815 służył w wojsku Księstwa Warszawskiego. Był uczestnikiem kampanii 1807, 1809 (m.in. pod Raszynem) i 1813. W 1811 wprowadzony został do loży masońskiej Wolność Odzyskana w Lublinie. Po przeniesieniu z końcem 1811 do Zamościa, gdzie w dziale administracyjnym pracował jako płatnik wojskowy, został członkiem miejscowej loży Jedność.
18 marca 1817 został awansowany do stopnia majora wojsk Królestwa Polskiego. 3 maja 1819 założył w Warszawie Wolnomularstwo Narodowe. W wyniku secesji członków z Wielkiego Księstwa Poznańskiego, którzy pod kierownictwem Ignacego Prądzyńskiego utworzyli Związek Kosynierów, Łukasiński zmuszony został do zawieszenia prac swojej loży, a 1 maja 1821 utworzył Narodowe Towarzystwo Patriotyczne. Był zwolennikiem powszechnego uwłaszczenia chłopów oraz ich udziału w walce o niepodległość.
W 1822 policja wielkiego księcia Konstantego wpadła na trop spisku. Łukasiński został aresztowany 25 października 1822 i więziony w warszawskim więzieniu do 2 października 1824. 14 czerwca 1824 Sąd Wojenny Najwyższy w zastępstwie sądu sejmowego skazał Łukasińskiego na 9 lat twierdzy. Car Aleksander I zmniejszył mu karę o 2 lata. 2 października 1824 w obozie na Powązkach nastąpiła publiczna degradacja majora.
Od 6 października 1824 był więziony w twierdzy zamojskiej, początkowo w kazamacie Bramy Lwowskiej, później Lubelskiej, gdzie trzymano go w małej komorze. Tam 28 sierpnia 1825 był jednym z inicjatorów buntu więźniów. 10 września 1825 za ten czyn został skazany na karę śmierci przez rozstrzelanie. 14 września wielki książę Konstanty skorzystał z prawa łaski i zamienił wyrok, podwajając karę więzienia do 14 lat i skazując go na karę publicznej chłosty i zakucie rąk i nóg w kajdany. Skazanego przeniesiono wtedy do kazamaty w Bramie Szczebrzeskiej.
30 listopada 1825 został wywieziony z Zamościa do więzienia w Górze Kalwarii, a stamtąd do więzienia warszawskiego. 30 listopada 1827 został przesłuchany przez delegację sądu sejmowego, która zajmowała się dochodzeniem w sprawie polskich stowarzyszeń tajnych.
W czasie Sejmu 1830 Gustaw Małachowski zaapelował do cara Mikołaja I o ułaskawienie Łukasińskiego. Petycja ta pozostała bez odpowiedzi, jednak Łukasińskiemu wkrótce zdjęto kajdany.
W czasie powstania listopadowego wywieziony został jako więzień stanu przez wycofujące się wojska rosyjskie do twierdzy Szlisselburskiej, gdzie spędził resztę życia, więziony mimo upływu wyroku w celi o zaostrzonym rygorze (wilgotnej, ciemnej i bez podłogi). Przez Rosjan był uważany za głównego prowodyra powstania listopadowego i dlatego pozbawiono go należnego mu prawa do amnestii w 1856, która objęła nawet dekabrystów. Dopiero w 1862 otrzymał pozwolenie na spacery po więziennym dziedzińcu, dostęp do wiadomości oraz prawo posiadania materiałów piśmiennych, co umożliwiło mu spisanie pamiętnika. W więzieniu spędził 46 lat i tam zmarł.

## Dzieła
- Walerian Łukasiński: Pamiętnik. Opracował, wstępem i przypisami opatrzył Rafał Gerber. Warszawa: PWN, 1960, s. 220. OCLC 12624727.
- anonim: [Walerian Łukasiński]: Uwagi pewnego Officera nad uznaną potrzebą urządzenia Żydów w naszym Kraiu, i nad niektóremi pisemkami w tém przedmiocie teraz z druku wyszłemi. Warszawa: 1818. OCLC 504397528.Sprawdź autora:1. Brak numerów stron w książce

## Piśmiennictwo
Zwany żelaznym majorem, jest jednym z symboli męczeństwa tamtych czasów. Hołd oddał mu m.in. Stanisław Wyspiański, czyniąc go jednym z bohaterów Nocy listopadowej. O Łukasińskim w Zamościu pisze też T. Hołuj w 2 tomie Królestwo bez ziemi. W 1927 ukazał się numer „Ziemi Zamojskiej” w całości poświęcony Łukasińskiemu.
W 1983 roku odznaczony został Gwiazdą Wytrwałości.

## Upamiętnienie
Postać Waleriana Łukasińskiego została uwieczniona w filmie pt. Księżna Łowicka z 1932, w którym rolę majora odegrał aktor Józef Węgrzyn.
Imię Waleriana Łukasińskiego nosi Szkoła Podstawowa nr 84 w Warszawie przy ul. Radzymińskiej., Zespół Szkół w Skępem przy ul. Wymyślińskiej 2 oraz I Liceum Ogólnokształcące w Dąbrowie Górniczej. 